# Radovanje (gmina Velika Plana)
Radovanje (cyr. Радовање) – wieś w Serbii, w okręgu podunajskim, w gminie Velika Plana. W 2011 roku liczyła 543 mieszkańców.